# روباتیک تطبیق‌پذیر
رباتیک تطبیق‌پذیر یا رباتیک انطباق‌پذیر به زمینه‌ای از رباتیک اشاره دارد که بر ایجاد سیستم‌های رباتیک متمرکز است که قادر به تنظیم اجزای سخت‌افزاری و نرم‌افزاری خود برای انجام طیف وسیعی از وظایف و سازگاری با محیط‌های مختلف باشند. این فناوری در دهه ۱۹۶۰ وارد حوزه صنعتی شد. از آن زمان، نیاز به ساخت ربات‌هایی با اشکال جدید عمل‌گرایی، سازگاری، حسگری و ادراک، و حتی توانایی یادگیری باعث پیشرفت این حوزه از رباتیک شده است. تحولات قابل توجهی مانند ربات PUMA، تحقیق در زمینه دستکاری، رباتیک نرم، رباتیک کلونی، هوش مصنوعی، ربات‌های همکار، رویکردهای الهام‌گرفته از طبیعت و تحقیقات جاری، این زمینه را به طرز قابل توجهی پیشرفت داده‌اند. ربات‌های قابل انطباق معمولاً با کیت توسعه خود مرتبط هستند که معمولاً برای ایجاد ربات‌های خودران متحرک استفاده می‌شود. در برخی موارد، یک کیت قابل انطباق همچنان کارآمد خواهد بود حتی اگر برخی از اجزا خراب شوند.
سیستم‌های رباتیک قابل انطباق به‌طور مؤثری با استفاده از تکنیک‌هایی مانند طراحی ماژولار، یادگیری ماشین و بازخورد حسگر به محیط خود سازگار می‌شوند. به‌این‌ترتیب، آن‌ها صنایع مختلف را متحول کرده و قادر به حل چالش‌های دنیای واقعی در زمینه‌های پزشکی، صنعتی، فضائی و آزمایشگاهی هستند. با این حال، هنوز چالش‌های زیادی برای غلبه بر آن‌ها وجود دارد که فرصت‌های رشد در این حوزه را فراهم می‌کند.

## مفاهیم بنیادین
یک ربات انطباق‌پذیر، ویژگی‌هایی دارد که آن را از ربات‌هایی که صرف‌نظر از عوامل خارجی، وظیفه خود را انجام می‌دهند، متمایز می‌کند. چهار مفهوم که ربات‌های انطباق‌پذیر از آن‌ها برای ایجاد این تمایز استفاده می‌کنند عبارتند از: انطباق‌پذیری، حس و ادراک، یادگیری و هوش، و عمل‌گری.

### انطباق‌پذیری
ربات را می‌توان زمانی تطبیق‌پذیر تعریف کرد که دارای قابلیت‌هایی مانند ایمنی ذاتی و عملکرد بدون نقص، توانایی یادگیری و ظرفیت انجام وظایفی باشد که ربات‌های سنتی قادر به انجام آن‌ها نیستند. این قابلیت‌ها می‌توانند از طریق فناوری کنترل نیرو، هوش سلسله‌مراتبی و سایر رویکردهای نوآورانه به دست آیند. اختراع جان آدلر در سال ۱۹۹۴، سایبرنایف، یک سیستم جراحی رباتیک است که قادر به استفاده از دقت فوق‌العاده در اقدامات پزشکی است و چنین تطبیق‌پذیری‌هایی را نشان می‌دهد.

#### ادراک و حس‌گری
اطلاعات محیطی جمع‌آوری شده از طریق محیط‌های جانبی به صورت هوشمندانه در سیستم‌های تطبیق‌پذیر پردازش می‌شوند. سیستم‌های هوش مصنوعی می‌توانند این داده‌ها را پردازش کرده و بر اساس آن اصول اولیه وظایف را تنظیم کنند که به اقدام تطبیقی منجر می‌شود. در سال ۲۰۰۱، “Canadarm 2” به ایستگاه فضایی بین‌المللی (ISS) پرتاب شد و نقش کلیدی در نگهداری ایستگاه با استفاده از داده‌های محیط‌های جانبی برای تطبیق ایستگاه با تغییرات محیطی درون آن داشت.

##### یادگیری و هوش
هوش مصنوعی، یادگیری ماشین و یادگیری عمیق به سیستم‌ها این امکان را می‌دهند که دربارهٔ جهان اطراف خود بیاموزند و در اجرای وظایف خود به‌طور تدریجی هوشمندتر شوند. در سال ۱۹۹۷ ربات “ Sojourner” به مریخ پرتاب شد که دارای یک رایانه داخلی بود و این امکان را داشت تا با وقایع و موانع پیش‌بینی‌نشده حتی با داده‌های کم سازگار شود. این رویکرد پیش‌زمینه‌ای برای اضافه کردن هوش مصنوعی در سیستم‌های تطبیق‌پذیر بود. در اواخر همان سال، رایانه “ Deep Blue” شرکت IBM توانست گری کاسپاروف را در بازی شطرنج شکست دهد، که نشانی سرآغاز از توانایی برنامه‌ریزی و واکنش هوش مصنوعی در ربات‌ها بود.

###### عملیات فعال‌سازی
این عملیات در سیستم‌های رباتیک به ربات اجازه می‌دهد تا حرکت کند. عملگرهای قابل تنظیم معمولاً در پاسخ به تغییرات محیطی عمل می‌کنند، مانند تغییرات دما که می‌تواند شکل عملگر را تغییر دهد و به این ترتیب عملکرد آن را دستخوش تغییر کند. عملیات خودکفا (بدون اتصال به منبع تغذیه) قابل دستیابی است، به‌ویژه در رباتیک نرم، جایی که محرک‌های خارجی می‌توانند شکل یک عملگر را تغییر دهند و انرژی مکانیکی تولید کنند. در سال ۱۹۸۹، رودنی بروکس رباتی به نام Ghengis را طراحی کرد، که رباتی شش‌پای است و قادر به عبور از زمین‌های دشوار است. مدل شش‌پای Ghengis از شش عملگر برای حرکت استفاده می‌کند و همچنان با مدل‌های مدرن شش‌پای مانند Rhex بارز باقی مانده است.

## نرم‌افزار
این کیت‌ها با یک پلتفرم نرم‌افزاری باز ارایه می‌شوند که برای مجموعه‌ای از عملکردهای رایج رباتیک طراحی شده است. همچنین این کیت‌ها شامل سخت‌افزارهای رایج رباتیک (مانند سنسورهای مادون قرمز، موتورها، میکروفن و دوربین ویدئویی) هستند که به‌راحتی با نرم‌افزار ارتباط برقرار می‌کنند و قابلیت‌های ربات را افزایش می‌دهند.
فرایند اصلاح یک ربات به منظور دستیابی به قابلیت‌های متنوعی همچون همکاری می‌تواند شامل انتخاب یک ماژول، تعویض ماژول‌ها، برنامه‌ریزی ربات از طریق نرم‌افزار و اجرای دستورات باشد.

## انواع

### ربات‌های نرم
رباتیک با گیره‌های نرم یک حوزه نوظهور در صحنه رباتیک قابل‌انعطاف است که بر اساس تله‌فونی ونیسی طراحی شده است. دو سطح رباتیک نرم ماژول‌های گیره‌زنی و پیچش را فراهم می‌آورند. این فناوری در محیط‌های مختلف مورد آزمایش قرار گرفته است تا تأثیر اشیاء مختلف، خطاهای موقعیت اشیاء و نصب سطوح رباتیک نرم بر ظرفیت گیره‌زنی را تعیین کند. عملگرهای بی‌سیم، به‌ویژه در ربات‌های نرم با پلیمرهای کریستال مایع، قابل‌دست‌یابی هستند؛ این پلیمرها نوعی از مواد پاسخ‌دهنده به تحریک هستند که دارای اثر حافظه شکل دوطرفه می‌باشند. این قابلیت به پلیمرهای کریستال مایع اجازه می‌دهد تا با تغییر شکل در پاسخ به تحریکات خارجی، انرژی مکانیکی تولید کنند و بدین ترتیب، عملگرهای بی‌سیم امکان‌پذیر می‌شوند.

#### ربات‌های مدولار
ربات‌هایی که برای محیط‌های بیرونی طراحی شده‌اند و به تغییرات چشم‌انداز و موانع سازگار می‌شوند. این ربات‌ها به‌صورت زنجیره‌ای از ماژول‌های مستقل با مفاصل لولایی ساده ساخته شده‌اند که به ربات‌های مدولار این امکان را می‌دهد تا به اشکال مختلف تغییر شکل دهند و بر روی زمین‌ها حرکت کنند. برخی از این اشکال شامل پیکربندی‌هایی مانند عنکبوتی، مارپیچی و حلقه‌ای هستند.

##### رباتیک تجمعی
رشته‌ای از رباتیک که از هوش تجمعی برای گروه‌های ربات‌های ساده و همگن استفاده می‌کند. ربات‌های تجمعی از الگوریتم‌هایی پیروی می‌کنند که معمولاً به‌گونه‌ای طراحی شده‌اند تا رفتار حیوانات واقعی را تقلید کرده و حرکات خود را به‌عنوان پاسخ به محرک‌های محیطی تعیین کنند.

###### ربات‌های بیوهیبریدی
رباتیک بیوهیبریدی از بافت‌ها یا سلول‌های زنده برای ارائه قابلیت‌هایی به ماشین‌ها استفاده می‌کند که دستیابی به آن‌ها به‌صورت دیگر دشوار است. به عنوان مثال، سلول‌های عضلانی برای امکان حرکت بعضی از ربات‌های بیوهیبریدی به کار رفته‌اند. رباتیک تجمعی در برخی موارد با رباتیک بیوهیبریدی ترکیب می‌شود، به‌ویژه در زمینه پزشکی. ربات‌های ترکیبی حشره و ماشین، که به عنوان حشرات سایبورگ یا بیوبات‌های حشره نیز شناخته می‌شوند، ادغام یک حشره زنده و یک سیستم کنترل مصنوعی هستند که با بدن آن ترکیب شده‌اند تا حرکات یا رفتارهای آن را کنترل کنند.

## برنامه‌های کاربردی
رباتیک‌های تطبیق‌پذیر دارای قابلیت‌هایی هستند که آنها را در بسیاری از زمینه‌ها شامل زمینه‌های پزشکی، صنعتی و آزمایشگاهی کاربردی کرده است.
یادگیری از طریق نمایش راهبردی برای انتقال مهارت‌های حرکتی انسان به ربات‌ها است. هدف اصلی شناسایی عناصر حرکتی مهم، یعنی حرکت‌های معنی‌داری که انسان‌ها انجام می‌دهند، از طریق نمایش و بازسازی این حرکات برای تطبیق ربات با آن حرکت‌ها است. مشکلاتی در زمینه تطبیق مهارت‌های آموخته‌شده از طریق نمایش به محیط‌های جدید (تغییری نسبت به سناریویی که در آن ربات آموزش اولیه دیده) وجود داشته است. این مشکلات با استفاده از یک مدل یادگیری مبتنی بر سیستم دینامیکی غیرخطی که مسیرها را به صورت عناصر حرکتی دینامیکی رمزگذاری می‌کند، مورد بررسی قرار گرفته است. این عناصر حرکتی دینامیکی مشابه همان عناصر حرکتی هستند، اما به شکل حرکات معنی‌داری هستند که توسط معادله ریاضی نشان داده می‌شوند؛ متغیرهای معادله با تغییر محیط تغییر می‌کنند و در نتیجه حرکت اجراشده تغییر می‌کند. مسیرهای ضبط‌شده از طریق این سیستم‌ها ثابت کرده‌اند که در طیف وسیعی از محیط‌ها قابل استفاده هستند و ربات‌ها را در حوزه‌های کاری خود موثرتر می‌سازند. یادگیری از طریق نمایش باعث پیشرفت کاربرد رباتیک در زمینه‌هایی شده است که دقت در آنها ضروری است، مانند محیط‌های جراحی.
در حوزه پزشکی، فناوری رباتیک کمک‌کننده هوشمند (SAR) بر استفاده از داده‌های حسی دریافت‌شده از دستگاه‌های پوشیدنی متمرکز است تا وضعیت کاربر را درک کند. اطلاعات جمع‌آوری‌شده به ماشین این امکان را می‌دهد که نظارت، انگیزش و راهنمایی شخصی‌سازی‌شده‌ای برای توانبخشی فراهم کند. تعامل شهودی فیزیکی انسان و ربات (HRI) و رابط‌های بین انسان و ربات، قابلیت‌هایی مانند ضبط حرکات یک جراح برای استنباط قصد او، تعیین پارامترهای مکانیکی بافت انسانی و استفاده از دیگر داده‌های حسی در سناریوهای پزشکی را فراهم می‌کند. رباتیک‌های بیوهیبرید نیز دارای کاربردهای پزشکی هستند که از اجزای زیست‌تخریب‌پذیر استفاده می‌کنند تا ربات‌ها به‌طور ایمن درون بدن انسان کار کنند.
هوش مصنوعی، یادگیری ماشین، و یادگیری عمیق پیشرفت‌هایی در رباتیک تطبیق‌پذیر، مانند ناوبری خودکار، تشخیص و دست‌کاری اشیاء، پردازش زبان طبیعی، و نگهداری پیش‌بینانه را امکان‌پذیر ساخته‌اند. این فناوری‌ها در توسعه ربات‌های همکار (cobots) بسیار مؤثر بوده‌اند؛ ربات‌هایی که توانایی کار در کنار انسان‌ها و تطبیق با محیط‌های در حال تغییر را دارند.
در حوزه صنعتی، هوش مصنوعی، یادگیری ماشین، و یادگیری عمیق می‌توانند برای انجام بررسی‌های کنترل کیفیت بر روی محصولات تولیدی، شناسایی عیوب در محصولات، و هشدار به تیم‌های تولید جهت اعمال تغییرات لازم به صورت بلادرنگ مورد استفاده قرار گیرند.

## چالش‌ها و محدودیت‌ها
سیستم‌هایی که شامل همکاری فیزیکی بین انسان‌ها و ربات‌ها هستند، به دلیل عدم قطعیت‌های انسانی، طراحی بهینه آن‌ها دشوار است. انسان‌ها به‌طور مداوم نیروی حرکات خود را تحت تأثیر عواملی همچون احساسات، فرآیندهای زیستی و دیگر عوامل خارجی که برای ربات ناشناخته هستند، تغییر می‌دهند. این موضوع می‌تواند جمع‌آوری داده‌های حسی را برای تطابق موفق در ربات‌ها دشوار کند. همچنین، نیازها، ویژگی‌ها و ترجیحات خاصی که یک بیمار در یک سناریوی پزشکی ممکن است به آن‌ها نیاز داشته باشد، از فردی به فرد دیگر متفاوت است. سیستم‌های رباتیک قابل انطباق نیاز به زمان بیشتری برای سازگاری با محیط جدیدی که از بیمار به بیمار معرفی می‌شود، دارند.
نیاز به داده‌های قابل اعتماد از فناوری حسگری، چالشی برای سیستم‌های قابل انطباق، به‌ویژه در حوزه هوش مصنوعی است. با پیشرفت سریع مدل‌های هوش مصنوعی، نیاز به توسعه فناوری‌های جانبی که قادر به ارائه اطلاعات لازم برای این سیستم‌ها باشند، به‌طور فزاینده‌ای چالش‌برانگیز می‌شود. همچنین، نیاز به محیط‌های پویا برای آموزش الگوریتم‌های هوش مصنوعی، چالش‌آفرین است زیرا نه هر سناریویی که یک ماشین ممکن است در آن قرار بگیرد، در طول فرایند آموزش به آن معرفی خواهد شد.
ربات‌های تجمعی با محدودیت‌هایی نظیر تداخل و برخورد، عدم قطعیت، کمبود تخصص و عدم درک الگوی رفتاری کلونی مواجه هستند. رباتیک بیوهیبرید با چالش‌هایی روبرو است، زیرا سلول‌های زنده حساس هستند؛ حتی اگر به خاطر ویژگی‌های مواد زیستی، قابل انطباق با محیط‌های مختلف باشند.